# Kikuyu
Kikuyu je ime najmnogobrojnijeg Bantu naroda (točnije plemena) u Keniji, čiji je materinski jezik gikuyu, služe se i engleskim i svahili jezikom.
Kikuyu nastanjuju provinciju central u Keniji, napose planinsko područje Kirinyaga. Osnivač plemena bio je Gikuyu, kojega je bog Ngai postavio na vrh planine i zadužio ga da si izgradi dom. Dao mu je ženu Mumbi s kojom je imao devetero kćeri, od kojih je poteklo devet klanova, viz: Achera, Agachiku, Airimu, Ambui, Angare, Anjiru, Angui, Aithaga, i Aitherandu.
Kikuyu su agrikulturan narod, uzgajivači banana, šećerne trske, yama, graha, prosa, kukuruza, ali i stočari koje drže goveda (iz čije kože izrađuju sandale), ovce i koze.
Danas su mnogi akulturirani u suvremeno kenijsko društvo. Najpoznatiji pripadnik bio je Jomo Kenyatta.
Pripadnici naroda Kikuyu često rasjeku ušne resice, objese o njih utege tako da postanu rupe o koje vješaju razne urese i lokote. Što više nakita neki čovjek nosi na ušima, to je ugledniji. Kikuyu su višeženci, duboko prožeti vjerom i revni u vjerskim obredima. Nekada su živjeli u šumama, a onda su postali obrađivači zemlje. Probivši se u gradove poprimiše europske običaje, te postaše cijenjeni vozači, tesari itd. Ranih 1950-ih činili su 80 % željezničkih radnika u Keniji. Od 42 000 bijelih doseljenika tek su dvojica vladala njihovim jezikom, profesor L.S.B. Leakey i misionar William Scott Dickson.

## Vanjske poveznice
- Kikuyu